# Adora (ca sĩ)
Park Soo-hyun (tiếng Hàn: 박수현; sinh ngày 25 tháng 9 năm 1997), thường được biết đến với nghệ danh Adora (tiếng Hàn: 아도라), là một nữ ca sĩ, nhạc sĩ và nhà sản xuất âm nhạc người Hàn Quốc. Cô ra mắt với tư cách là một nghệ sĩ solo vào ngày 5 tháng 11 năm 2021 với đĩa đơn đầu tay "Make U Dance" hợp tác với Eunha của ViviZ.

## Tiểu sử
Adora sinh ngày 25 tháng 9 năm 1997. Cô bắt đầu hát và viết lời bài hát khi còn nhỏ. Một trong những sản phẩm đầu tiên do cô thực hiện bao gồm 1 bài hát dành tặng cho người hâm mộ của Highlight mà cô sáng tác vào năm 2011 khi cô 13 tuổi.

## Sự nghiệp

### 2012–2014: Khởi đầu
Năm 2012, cô gia nhập Stardom Entertainment với tư cách là một thực tập sinh khi cô 14 tuổi. Cô được đào tạo cùng với Topp Dogg và đồng sáng tác bài hát "Playground" từ mini album đầu tay Dogg's Out của nhóm được phát hành vào năm 2013. Sau đó, cô rời công ty mà không rõ lý do. Năm 2014, cô gia nhập Music K Entertainment và được đào tạo cùng với các thành viên của The Ark, nhưng không được chọn vào đội hình cuối cùng của nhóm.

### 2016–nay: Nhà sản xuất âm nhạc và ra mắt solo
Năm 2016, cô đăng ký tham gia buổi tuyển chọn nhà sản xuất âm nhạc Next New Creator của Big Hit Music và gia nhập đội ngũ sản xuất âm nhạc của công ty trong cùng năm. Những sản phẩm đầu tiên do cô sáng tác dưới nghệ danh Adora bắt đầu từ bài hát "Interlude: Wings" trong album phòng thu Wings (2016) của BTS và đĩa đơn "Spring Day" và "Not Today" trong album tái phát hành You Never Walk Alone (2017) của nhóm. Với tư cách là nhà sản xuất nội bộ của Big Hit Music, cô cũng đồng sáng tác cho các bài hát của TXT và GFriend. Cô rời công ty vào năm 2020.
Ngày 25 tháng 10 năm 2021, có thông báo rằng Adora đã ký hợp đồng độc quyền với Aura Entertainment. Cô chính thức ra mắt với tư cách là một nghệ sĩ solo vào ngày 5 tháng 11 với đĩa đơn đầu tay "Make U Dance" hợp tác sản xuất với Dingo Music. Mặc dù ban đầu không được lên kế hoạch, nhưng cô đã quyết định mời Eunha góp giọng trong đĩa đơn đầu tay của mình vì sự khác biệt giữa chất giọng của họ.
Năm 2021, Viện hàn lâm Thu âm vinh danh Adora trong danh sách 5 nhà sản xuất và nhạc sĩ K-pop định hình năm 2021. NME cũng vinh danh cô là một trong những nghệ sĩ mới đáng để theo dõi vào năm 2022.

## Danh sách đĩa nhạc

### Đĩa đơn
| Tên                                                                                                 | Năm  | Vị trí cao nhất | Album                        |
| Tên                                                                                                 | Năm  | KOR             | Album                        |
| --------------------------------------------------------------------------------------------------- | ---- | --------------- | ---------------------------- |
| "Make U Dance" (hợp tác với Eunha)                                                                  | 2021 | —               | Đĩa đơn không có trong album |
| "—" biểu thị cho bản phát hành không có trong bảng xếp hạng hoặc không được phát hành ở khu vực đó. |      |                 |                              |

## Sáng tác
Tất cả các thông tin sáng tác đều được trích từ cơ sở dữ liệu của Hiệp hội Bản quyền Âm nhạc Hàn Quốc.

### Solo
| Năm  | Album                        | Bài hát                            | Lời      | Lời                      | Nhạc     | Nhạc                 |
| Năm  | Album                        | Bài hát                            | Tham gia | Với                      | Tham gia | Với                  |
| ---- | ---------------------------- | ---------------------------------- | -------- | ------------------------ | -------- | -------------------- |
| 2021 | Đĩa đơn không có trong album | "Make U Dance" (hợp tác với Eunha) | Yes      | Seo Ji-eum, Seo Jeong-ah | Yes      | Strawberrybananaclub |

### Nghệ sĩ củaHybe Labels
| Năm  | Nghệ sĩ | Album                             | Bài hát                                     | Sáng tác | Sáng tác | Sản xuất | Sản xuất                                                                               |
| Năm  | Nghệ sĩ | Album                             | Bài hát                                     | Tham gia | Với | Tham gia | Với                                                                                    |
| ---- | ------- | --------------------------------- | ------------------------------------------- | -------- | --- | -------- | -------------------------------------------------------------------------------------- |
| 2016 | BTS     | Wings                             | "Interlude: Wings"                          | Yes      | Pdogg, RM, J-Hope, Suga | No       | No                                                                                     |
| 2017 | BTS     | You Never Walk Alone              | "Spring Day"                                | Yes      | Pdogg, RM, "hitman" bang, Arlissa Ruppert, Peter Ibsen, Suga                                                                     | No       | No                                                                                     |
| 2017 | BTS     | You Never Walk Alone              | "Not Today"                                 | Yes      | Pdogg, "hitman" bang, RM, Supreme Boi, June                                                                                      | No       | No                                                                                     |
| 2017 | BTS     | You Never Walk Alone              | "Outro: Wings"                              | Yes      | Pdogg, RM, J-Hope, Suga | No       | No                                                                                     |
| 2017 | BTS     | Love Yourself: Her                | "Best of Me"                                | Yes      | Andrew Taggart, Pdogg, RM, Suga, J-Hope, "hitman" bang, Ray Michael Djan Jr, Ashton Foster, Sam Klempner                         | No       | No                                                                                     |
| 2018 | J-Hope  | Hope World                        | "Blue Side (Outro)"                         | Yes      | Hiss noise, J-Hope | Yes      | Hiss noise                                                                             |
| 2018 | BTS     | Face Yourself                     | "Intro: Ringwanderung"                      | Yes      | "hitman" bang, RM, Suga, J-Hope, Pdogg, Ray Michael Djan Jr., UTA, Ashton Foster, Andrew Taggart, Sam Klempner                   | No       | No                                                                                     |
| 2018 | BTS     | Love Yourself: Tear               | "134340"                                    | Yes      | Pdogg, Bobby Chung, RM, Martin Luke Brown, Orla Gartland, Suga, J-Hope                                                           | No       | No                                                                                     |
| 2018 | BTS     | Love Yourself: Tear               | "Love Maze"                                 | Yes      | Pdogg, Jordan "DJ Swivel" Young, Candace Nicole Sosa, RM, Suga, J-Hope, Bobby Chung, Yoon Ki-ta                                  | No       | No                                                                                     |
| 2018 | BTS     | Love Yourself: Tear               | "Magic Shop"                                | Yes      | Jungkook, Hiss noise, RM, DJ Swivel, Candace Nicole Sosa, J-Hope, Suga                                                           | Yes      | Jungkook, Hiss noise                                                                   |
| 2018 | BTS     | Love Yourself: Tear               | "So What"                                   | Yes      | Pdogg, "hitman" bang, RM, Suga, J-Hope                                                                                           | No       | No                                                                                     |
| 2018 | BTS     | Love Yourself: Answer             | "Euphoria"                                  | Yes      | DJ Swivel, Candace Nicole Sosa, Melanie Joy Fontana, "hitman" bang, Supreme Boi, RM                                              | No       | No                                                                                     |
| 2018 | BTS     | Love Yourself: Answer             | "Epiphany"                                  | Yes      | "hitman" bang, Slow Rabbit | No       | No                                                                                     |
| 2018 | RM      | Mono                              | "Forever Rain"                              | Yes      | RM, Hiss noise | Yes      | RM, Hiss noise                                                                         |
| 2019 | TXT     | The Dream Chapter: Star           | "Our Summer"                                | Yes      | The Futuristics, Delacey, Jesse St John, Shae Jacobs, "hitman" bang                                                              | No       | No                                                                                     |
| 2019 | BTS     | Map of the Soul: Persona          | "Home"                                      | Yes      | Pdogg, RM, Lauren Dyson, Tushar Apte, Suga, J-Hope, Krysta Youngs, Julia Ross, Bobby Chung, Song Jae-kyoung                      | No       | No                                                                                     |
| 2019 | TXT     | Đĩa đơn không có trong album      | "Our Summer" (Acoustic mix                  | Yes      | The Futuristics, Delacey, Jesse St John, Shae Jacobs, "hitman" bang                                                              | No       | No                                                                                     |
| 2019 | V       | Đĩa đơn không có trong album      | "Winter Bear"                               | Yes      | Hiss noise, RM, V | Yes      | Hiss noise                                                                             |
| 2019 | J-Hope  | Đĩa đơn không có trong album      | "Chicken Noodle Soup" (hợp tác với Becky G) | Yes      | JINBO, Supreme Boi, J-Hope, Brasa, Pdogg, Becky G                                                                                | No       | No                                                                                     |
| 2019 | TXT     | The Dream Chapter: Magic          | "Roller Coaster"                            | Yes      | Sam Klempner, Jacob Attwooll, Supreme Boi, Slow Rabbit, "hitman" bang, Hueningkai, EL CAPITXN, Bobby Chung                       | No       | No                                                                                     |
| 2019 | TXT     | The Dream Chapter: Magic          | "Poppin' Star"                              | Yes      | Shae Jacobs, Lauren Amber Aquilina, "hitman" bang, Jeong Su-kyoung, Song Jae-kyoung                                              | No       | No                                                                                     |
| 2019 | TXT     | The Dream Chapter: Magic          | "Can't We Just Leave the Monster Alive?"    | Yes      | Wonderkid, Shinkung, Melanie Joy Fontana, Michel "Lindgren" Schulz, "hitman" bang, Joni, Jeong Su-kyoung                         | No       | No                                                                                     |
| 2019 | TXT     | The Dream Chapter: Magic          | "20cm"                                      | Yes      | Jordan Kyle, Shin Hyuk, Jayrah Gibson, danke, Slow Rabbit, "hitman" bang, Supreme Boi, Hiss noise, Bobby Chung, Joni             | No       | No                                                                                     |
| 2020 | GFriend | Labyrinth                         | "Labyrinth"                                 | Yes      | "hitman" bang, Jo Yoon-kyoung, Noh Joo-hwan, Sophia Pae                                                                          | Yes      | Noh Joo-hwan, Lee Won-jong, Kim Jeong-woo, FRANTS, Sophia Pae, Carlos K., Kim Yeon-seo |
| 2020 | BTS     | Map of the Soul: 7                | "Friends"                                   | Yes      | Pdogg, Jimin, Supreme Boi, Martin Sjølie, Stella Jang                                                                            | No       | No                                                                                     |
| 2020 | BTS     | Map of the Soul: 7                | "Moon"                                      | Yes      | Slow Rabbit, RM, Jin, DJ Swivel, Candace Nicole Sosa, Mikael Daniel Caesar, Alex Ludwig Lindell                                  | No       | No                                                                                     |
| 2020 | V       | Itaewon Class Original Soundtrack | "Sweet Night"                               | Yes      | Hiss noise, V, Melanie Joy Fontana, Michel "Lindgren" Schulz                                                                     | No       | No                                                                                     |
| 2020 | TXT     | Đĩa đơn không có trong album      | "Sweat"                                     | Yes      | Slow Rabbit, Yeonjun, Revin, Taehyun, Beomgyu, Hueningkai, Soobin                                                                | No       | No                                                                                     |
| 2020 | TXT     | The Dream Chapter: Eternity       | "Maze in the Mirror"                        | Yes      | Slow Rabbit, Yeonjun, Beomgyu, Hueningkai, Soobin, Taehyun                                                                       | No       | No                                                                                     |
| 2020 | TXT     | Minisode1: Blue Hour              | "Way Home"                                  | Yes      | Wonderkid, Shinkung, Sofia Kay, "hitman" bang, Melanie Joy Fontana, Michel "Lindgren" Schulz, Bobby Chung, NU'MAKER, danke, Joni | No       | No                                                                                     |
| 2021 | J-Hope  | Đĩa đơn không có trong album      | "Blue Side"                                 | Yes      | J-Hope, Hiss noise | Yes      | Hiss noise                                                                             |

### Nghệ sĩ khác
| Năm  | Nghệ sĩ      | Album              | Bài hát      | Lời      | Lời                               | Nhạc     | Nhạc                |
| Năm  | Nghệ sĩ      | Album              | Bài hát      | Tham gia | Với                               | Tham gia | Với                 |
| ---- | ------------ | ------------------ | ------------ | -------- | --------------------------------- | -------- | ------------------- |
| 2013 | Topp Dogg    | Dogg's Out         | "Playground" | No       | No                                | Yes      | Kim Dong-hwi, Kidoh |
| 2020 | Kim Soo-chan | Soochan Song Party | "Hip"        | Yes      | Ahn Soo-ji, danke (lalala Studio) | No       | No                  |